# Karl XIV Johans sarkofag

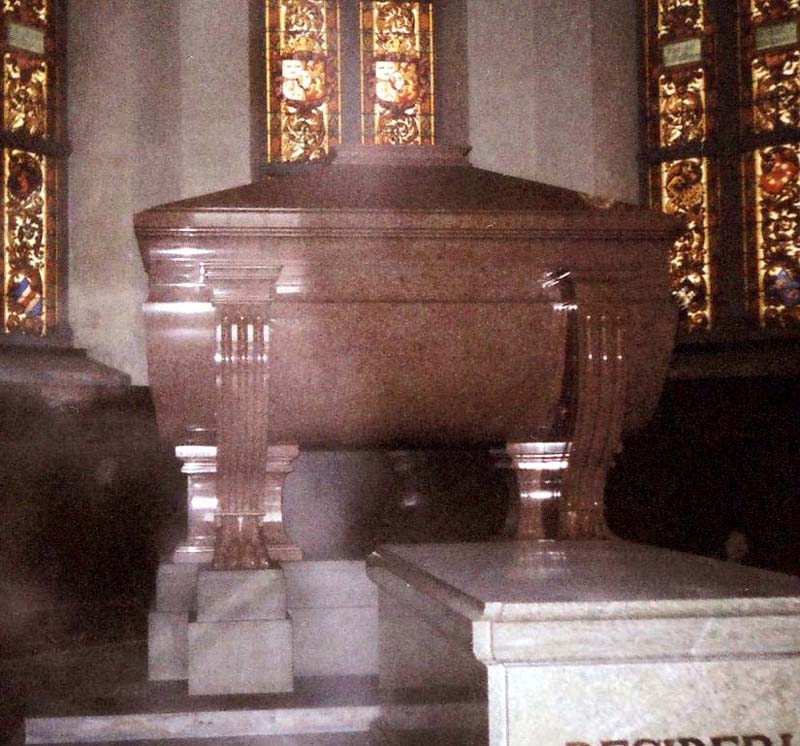
Karl XIV Johans sarkofag i Riddarholmskyrkan i Stockholm.

Karl XIV Johans sarkofag är ett stenarbete i blekröd garbergsgranit i Riddarholmskyrkan i Stockholm.
Karl XIV Johan, som från 1818 hade ägt Elfdals Porphyrverk i Älvdalen, dog i mars 1844. Samma år beställde Oscar I en sarkofag, som ritades av Robert Brouhn, men i praktiken var en något uppförstorad kopia av den romerske fältherren Marcus Vipsanius Agrippas sarkofag. Arbetet, som var porfyrverkets i särklass mest omfattande, pågick i åtta år 1844–1852, mot beräknade två år. Stenen bröts i Garberg i Älvdalens kommun i ett block för kistan och ett för locket.
Sarkofagen är 3,04 meter lång, 2,29 meter bred och 2,4 meter hög. Den väger 16 ton, varav elva ton för kistan och fem ton för locket.
Transporten från Älvdalen fick vänta fyra år till 1856, eftersom den krävde en sträng vinter med mycket snö. Sarkofagen började transporteras den 9 februari 1856 från Dalarna till Gävle i packlårar på två specialbyggda, åtta och tio meter långa slädar, varav den med locket drogs av 70 man från Sollerön och Mora och släden med kistan av 110 älvdalsbor. Första dagen kom man 10 kilometer till Gåsvarv, andra dagen ytterligare 13 kilometer till Garberg. Den fjärde dagen kom tåget till  Mora och den femte dagen till Garsås. På den fortsatta vägen passerades på den sjunde dagen i 36 graders kyla den bräckliga Lerdalsbron söder om Rättvik och därefter sjön Opplimen och färdades tåget längs med stranden på Insjön, i bägge fallen på tunna isar. Sarkofagen kom efter sexton dagar till Gävle den 25 februari och transporterades vidare i augusti med kronoångskonerten Amiral von Sydow till Riddarholmen i Stockholm. Sista sträckan från kaj till kyrka drogs packlårarna upp på stockar av matroser.  Sarkofagen står sedan 1860 i det av Fredrik Wilhelm Scholander ritade och 1858–1860 byggda Bernadotteska gravkoret i Riddarholmskyrkan.